# جهة دكالة عبدة
جهة دكالة - عبدة هي إحدى الجهات 16 المكونة للمملكة المغربية حسب التقسيم الإداري السابق (بين 1997-2015) الذي تم إلغاؤه، تتكون جهة دكالة - عبدة من جزأين للمنطقتين الاقتصاديتين الوسطى وتانسيفت، وتمتد على سهول دكالة والحُمْر وعبدة. تحد شمالا وغربا بالمحيط الأطلسي وشرقا بإقليمي قلعة السراغنة وسطات، وبالجنوب والجنوب الغربي بإقليم الصويرة، وتمتد على مساحة تقدر بحوالي 13285 كم2، ممثلة بذلك 1,86% من مجموع مساحة التراب الوطني.
بلغ عدد سكان هذة الجهة 1,978,189 نسمة في الإحصاء المغربي الرسمي لعام 2004 بحيث شكل سكانها نسبة 6,64% من اجمالي سكان المغرب.

## التقسيم الإداري
وتضم جهة دكالة - عبدة إداريا:
- إقليم آسفي
- إقليم الجديدة
- إقليم اليوسفية
- إقليم سيدي بنور

وتشمل:
- 77 جماعة قروية
- 12 جماعة حضرية

## المصدر ووصلات خارجية
1. ↑  GeoNames (بالإنجليزية), 2005, QID:Q830106
2. ↑  Codes for the representation of names of countries and their subdivisions—Part 2: Country subdivision code (بالإنجليزية), 1998, QID:Q133153

أنظر تصريح الاقتباس من موقع أدرار على الإنترنت
- خبار بلادي.. المغرب.. دكالة عبدة
- بوابة جهة دكالة عبدة
- المركز الجهوي للاستثمار لجهة دكالة عبدة